# 1996年アトランタオリンピックの日本選手団
1996年アトランタオリンピックの日本選手団（1996ねんアトランタオリンピックのにほんせんしゅだん）は、1996年7月19日から8月4日まで開催された1996年アトランタオリンピックの日本代表選手団及び競技結果。選手名及び所属・記録は1996年当時のもの。

## 概要
- 人員:　選手 310名、役員 189名
- 主将：谷口浩美（マラソン）、開会式旗手：田村亮子（柔道）
- 結団式・壮行会：7月12日（新高輪プリンスホテル）
- 解団式：8月7日

## メダル受賞者

### 金メダル
- 野村忠宏（柔道男子60キロ級）
- 中村兼三（柔道男子71キロ級）
- 恵本裕子（柔道女子61キロ級）

### 銀メダル
- 中村行成（柔道男子65キロ級）
- 古賀稔彦（柔道男子78キロ級）
- 田村亮子（柔道女子48キロ級）
- 田辺陽子（柔道女子72キロ級）
- 日本代表（野球）
- 重由美子、木下アリーシア（ヨット女子470級）

### 銅メダル
- 菅原教子（柔道女子52キロ級）
- 十文字貴信（自転車男子1000mタイムトライアル）
- 太田拓弥（レスリング男子フリースタイル74キロ級）
- 立花美哉・神保れい・高橋馨・田中順子・河邉美穂・川瀬晶子・武田美保・藤井来夏・中島理帆・藤木麻祐子（シンクロナイズドスイミングチーム）
- 有森裕子（陸上女子マラソン）

## 陸上競技
監督：櫻井孝次

コーチ：安田矩明

コーチ：笠井淳

コーチ：Michael Oluban

コーチ：宗茂

コーチ：瀬古利彦

コーチ：渡辺高夫

コーチ：小出義雄

コーチ：鈴木従道

コーチ：藤田信之

コーチ：高木直正

コーチ：園原健弘

トレーナー：外舘比呂光

総務・渉外：浜田安則
- 伊東浩司（富士通）
  - 男子200m：準決勝落選（20秒45）
- 河村英昭（順天堂大）
  - 男子400mハードル：予選落選（49秒88）
- 花田勝彦（ヱスビー食品）
  - 男子10000m：1次予選落選（28分52秒22）
- 苅部俊二（富士通）
  - 男子400mハードル：予選落選（48秒96）
- 高岡寿成（鐘紡）
  - 男子10000m：1次予選落選（28分38秒18）
- 山崎一彦（デサント）
  - 男子400mハードル：予選落選（49秒07）
- 実井謙二郎（日清食品）
  - 男子マラソン：93位（2時間33分27秒）
- 小坂忠広（デサント）
  - 男子50km競歩：29位（4時間05分57秒）
- 大家正喜（佐川急便）
  - 男子マラソン：54位（2時間22分13秒）
- 大森盛一（ミズノ）
  - 男子400m：1次予選落選（46秒30）
- 谷口浩美（旭化成）
  - 男子マラソン：19位（2時間17分26秒）
- 池島大介（日本大学）
  - 男子20km競歩：22位（1時間24分54秒）
- 朝原宣治（大阪ガス）
  - 男子100m：準決勝で落選（10秒16）
  - 男子走り幅跳び：予選落ち（7m46cm）
- 渡辺康幸（ヱスビー食品）
  - 男子10000m：欠場
- 土江寛裕（早稲田大学）
  - 男子100m：1次予選落ち（10秒58）
- 馬塚貴弘（早稲田大学）
  - 男子200m：1次予選落ち（21秒13）
- 米倉照恭（ゼンリン）
  - 男子棒高跳び：予選落ち（5m20cm）
- 野村智宏（日本大学）
  - 男子走り高跳び：予選落ち（2m15cm）
- 朝原宣治・伊東浩司・井上悟（ゴールドウィン）・土江寛裕
  - 男子4×100mリレー：予選失格
- 伊東浩司・大森盛一・小坂田淳（京都産業大学）・苅部俊二
  - 男子4×400mリレー：5位（3分00秒76）
- 田端健児（日本大学）
  - 出場せず
- 志水見千子（リクルート）
  - 女子5000m：4位（15分09秒05）
- 宮島秋子（日本電装）
  - 女子やり投げ：予選落ち（53m98cm）
- 金沢イボンヌ（佐田建設）
  - 女子100mハードル：1次予選落ち（13秒30）
- 弘山晴美（資生堂）
  - 女子5000m：予選落ち（15分50秒43）
- 三森由佳（綜合警備保障）
  - 女子10km競歩：失格
- 市川良子（JAL AC）
  - 女子5000m：予選落ち（15分58秒90）
- 真木和（ワコール）
  - 女子マラソン：12位（2時間32分35秒）
- 千葉真子（旭化成）
  - 女子10000m：5位（31分20秒62）
- 川上優子（沖電気宮崎）
  - 女子10000m：7位（31分23秒23）
- 浅利純子（ダイハツ）
  - 女子マラソン：17位（2時間34分31秒）
- 有森裕子（リクルート）
  - 女子マラソン：銅メダル（2時間28分39秒）
- 鈴木博美（リクルート）
  - 女子10000m：16位（32分43秒39）

## 水泳

### 競泳
監督：林務

ヘッドコーチ：野本敏明

コーチ：鈴木陽二

コーチ：松田博明

コーチ：藤野光一

コーチ：本多忠

コーチ：水野隆一郎

コーチ：中田敏雄

コーチ：田村栄子

コーチ：川原歩

ドクター：有吉護

トレーナー：堀内正明

総務：森下慈子

総務：望月秀記
- 安井久登（近畿大学）
  - 男子400m自由形：予選落ち（4分00秒19）
  - 男子1500m自由形：予選落ち（15分43秒66）
- 伊藤俊介（中央大学）
  - 男子100m自由形：予選落ち（51秒29）
  - 男子200m自由形：予選落ち（1分51秒97）
- 衣笠竜也（日本大学）
  - 男子200m個人メドレー：14位（2分04秒59）
  - 男子400m個人メドレー：11位（4分24秒25）
- 吉見譲（不二ビルサービス）
  - 男子200m個人メドレー：16位（2分05秒42）
- 宮崎義伸（福岡県立直方高等学校）
  - 男子100m平泳ぎ：予選落ち（1分03秒13）
- 近内圭太郎（湘南工科大学付属高等学校）
  - 男子100m背泳ぎ：9位（55秒74）
- 山本貴司（近畿大学附属高等学校）
  - 男子100mバタフライ：13位（53秒98）
  - 男子200mバタフライ：予選落ち（2分00秒87）
- 糸井統（岐阜SC）
  - 男子100m背泳ぎ：11位（56秒23）
  - 男子200m背泳ぎ：5位（2分00秒10）
- 松下幸広（不二ビルサービス）
  - 男子50m自由形：予選落ち（23秒60）
  - 男子100mバタフライ：予選落ち（54秒50）
- 倉澤利彰（日本大学）
  - 男子400m個人メドレー：10位（4分23秒36）
- 平野雅人（日本大学）
  - 男子1500m自由形：6位（15分17秒28）
- 堀井利有司（近畿大学）
  - 男子200m背泳ぎ：9位（2分01秒54）
- 林享（大分大学）
  - 男子100m平泳ぎ：12位（1分02秒75）
  - 男子200m平泳ぎ：16位（2分16秒69）
- 伊藤俊介・近内圭太郎・林享・山本貴司
  - 男子4×100mメドレーリレー：5位（3分40秒51）

- 岩崎恭子（日本大学三島高等学校）
  - 女子100m平泳ぎ：予選落ち（1分11秒33）
  - 女子200m平泳ぎ：10位（2分29秒32）
- 源純夏（徳島県立城南高等学校）
  - 女子50m自由形：12位（26秒05）
  - 女子100m自由形：予選落ち（57秒25）
- 黒鳥文絵（早稲田大学）
  - 女子200m個人メドレー：予選落ち（2分20秒58）
  - 女子400m個人メドレー：12位（4分47秒98）
- 山野井絵理（鹿嶋学園高等学校）
  - 女子400m自由形：7位（4分11秒68）
- 井本直歩子（慶應義塾大学）
  - 女子200m自由形：予選落ち（2分03秒78）
- 鹿島瞳（東京立正高等学校）
  - 女子100mバタフライ：4位（1分00秒11）
  - 女子200mバタフライ：14位（2分13秒97）
- 春名美佳（兵庫県立加古川南高等学校）
  - 女子200mバタフライ：7位（2分11秒93）
- 中村真衣（帝京長岡高等学校）
  - 女子100m背泳ぎ：4位（1分02秒35）
  - 女子200m背泳ぎ：9位（2分13秒40）
- 中尾美樹（近畿大学附属高等学校）
  - 女子100m背泳ぎ：8位（1分02秒90）
  - 女子200m背泳ぎ：5位（2分13秒57）
- 田中雅美（八王子高等学校）
  - 女子100m平泳ぎ：13位（1分10秒43）
  - 女子200m平泳ぎ：5位（2分28秒05）
- 平中秀子（ミキハウス）
  - 女子400m個人メドレー：13位（4分48秒72）
- 青山綾里（近畿大学附属中学校）
  - 女子100mバタフライ：6位（1分00秒18）
- 千葉すず（イトマン）
  - 女子200m自由形：10位（2分01秒00）
  - 女子400m自由形：13位（4分16秒60）
- 青山綾里・田中雅美・千葉すず・中村真衣
  - 女子4×100mメドレーリレー：9位（4分10秒71、予選落ち）
- 井本直歩子・千葉すず・源純夏・山野井絵理
  - 女子4×100mリレー：12位（3分48秒77、予選落ち）
- 井本直歩子・千葉すず・三宅愛子（兵庫県立加古川南高等学校）・山野井絵理
  - 女子4×200mリレー：4位（8分07秒46）

### 飛込
ヘッドコーチ：森井博之

コーチ：蘇薇
- 金戸恵太（ミキハウス）
  - 男子高飛込：19位（339.18）
- 元渕幸（天理DC）
  - 女子飛板飛込：6位（506.04）
- 寺内健（此花学院高等学校）
  - 男子高飛込：10位（559.89）

### シンクロナイズドスイミング
チームリーダー：金子正子

コーチ：井村雅代

マネージャー：田中京
- 川瀬晶子（金子SS）・河邉美穂（淑徳短期大学職員）・神保れい（日本大学）・高橋馨（日本大学）・武田美保（立命館大学）・立花美哉（同志社大学）・田中順子（天理大学）・中島理帆（四天王寺国際仏教大学）・藤井来夏（立命館大学）・藤木麻祐子（日本大学）
  - 団体：銅メダル（97.753）

## 体操

### 体操競技
監督：監物永三

チームリーダー：外村康二

チームリーダー：芦原泰子

コーチ：平田倫敏

コーチ：菅原寛

コーチ：林秀紀

総務：佐久間裕司

マッサー：衛藤充朗

マッサー：今井聖晃
- 栗原茂（大和銀行）
  - 男子個人総合：44位（110.512、予選敗退）
- 佐藤寿治（大和銀行）
  - 男子個人総合：29位（112.787、予選敗退）
- 塚原直也（明治大学）
  - 男子個人総合：12位（57.561）
- 田中光（紀陽銀行）
  - 男子個人総合：19位（56.999）
- 内山隆（日本体育大学）
  - 男子個人総合：54位（109.6、予選敗退）
- 畠田好章（紀陽銀行）
  - 男子あん馬：5位（9.712）
  - 男子個人総合：15位（57.211）
- 内山隆・栗原茂・佐藤寿治・田中光・塚原直也・畠田好章
  - 男子団体：10位（566.019）
- 前田将良（河合楽器）
  - 出場せず
- 橋口美穂（日本体育大学）
  - 女子個人総合：60位（73.123、予選敗退）
- 三浦華子（亜細亜大学）
  - 女子個人総合：68位（72.085、予選敗退）
- 菅原リサ（日本体育大学）
  - 女子個人総合：29位（37.399）
- 星山菜穂（藤村女子高等学校）
  - 女子個人総合：57位（73.310、予選敗退）
- 大川真澄（藤村女子高等学校）・小幡さつき（日本体育大学）・菅原リサ・関根彩（藤村女子高等学校）・橋口美穂・星山菜穂・三浦華子
  - 女子団体：12位（367.062）

### 新体操
コーチ：秋山エリカ

コーチ：岡久留実
- 山田海蜂（ジャスコ）
  - 個人総合：20位（36.265）
- 山尾朱子（東京女子体育大学）
  - 個人総合：18位（36.798）

## 自転車
監督：松本秀人

コーチ：斧隆夫

コーチ：保坂晴稔

コーチ：高橋松吉

メカニシャン：長澤義明

トレーナー：岩本浩明
- 安原昌弘（イノアックデキ）
  - 男子4kmポイント・レース：15位（2点（-1））
- 三浦恭資（サイクルワールド）
  - 男子48.7kmMTBクロスカントリー：26位（2時間45分03秒）
- 住田修（シマノ）
  - 男子221.85km個人ロードレース：途中棄権
- 十文字貴信（日本プロサイクリスト協会）
  - 男子1kmタイム・トライアル：銅メダル（1分03秒261）
- 真鍋和幸（宮田工業）
  - 男子221.85km個人ロードレース：途中棄権
- 神山雄一郎（日本プロサイクリスト協会）
  - 男子スプリント：1回戦敗者復活戦敗退
- 橋本聖子（SHI）
  - 女子24kmポイント・レース：9位（7点）
  - 女子3km個人追抜競走：12位（3分52秒745、予選敗退）
- 谷川可奈子（A&F）
  - 女子31.9kmマウンテンバイククロスカントリー：23位（2時間05分44秒）

## レスリング
グレコ監督：宇佐美茂

フリー監督：下田正二郎

コーチ：宮原厚次

コーチ：大久保康裕

コーチ：朝倉利夫

コーチ：セルゲイ・ベログラゾフ（Sergei Beloglazov）

ドクター：上田幸夫

トレーナー：伊藤賢一
- 阿部三子郎（ペンシルベニア州立大学）
  - フリースタイル57kg級：9位
- 和田貴広（国士舘大学助手）
  - フリースタイル62kg級：4位
- 横山秀和（日本体育大学助手）
  - フリースタイル82kg級：11位
- 笹山秀雄（自衛隊）
  - フリースタイル52kg級：9位
- 川合達夫（日本体育大学助手）
  - フリースタイル90kg級：19位
- 太田拓弥（霞ヶ浦高等学校教員）
  - フリースタイル74kg級：銅メダル
- 嘉戸洋（国士舘大学助手）
  - グレコローマンスタイル48kg級：7位
- 三宅靖志（東海商船）
  - グレコローマンスタイル68kg級：16位
- 西見健吉（自衛隊）
  - グレコローマンスタイル57kg級：8位
- 片山貴光（自衛隊）
  - グレコローマンスタイル74kg級：8位
- 野々村孝（香川県立多度津工業高等学校教員）
  - グレコローマンスタイル100kg級：9位
- 鈴木賢一（読売千葉広告社）
  - グレコローマンスタイル130kg級：8位

## ボクシング
監督：川島五郎

コーチ：小林正一

コーチ：武元前川
- 仁多見史隆（東京農業大学）
  - ライトウエルター級：1回戦敗退
- 辻本和正（日本大学）
  - フライ級：1回戦敗退
- 本博国（自衛隊）
  - ミドル級：2回戦敗退

## 柔道
代表：藤田弘明

男女トレーナー：金山浩康

男女ドクター：米田實

男子監督：山下泰裕

女子監督：野瀬清喜

男子コーチ：濱田初幸
男子コーチ：西田孝宏

男子コーチ：細川伸二

男子コーチ：斉藤仁

女子コーチ：春日俊

女子コーチ：河野満夫

女子コーチ：持田典子
- 野村忠宏（天理大学）
  - 男子60kg級：金メダル
- 中村行成（旭化成）
  - 男子65kg級：銀メダル
- 中村兼三（旭化成）
  - 男子71kg級：金メダル
- 古賀稔彦（慈雄会）
  - 男子78kg級：銀メダル
- 吉田秀彦（新日本製鐵）
  - 男子86kg級：5位
- 中村佳央（旭化成）
  - 男子95kg級：7位
- 小川直也（日本中央競馬会）
  - 男子95kg超級：5位
- 田村亮子（帝京大学）
  - 女子48kg級：銀メダル
- 菅原教子（ダイコロ）
  - 女子52kg級：銅メダル
- 溝口紀子（埼玉大学大学院）
  - 女子56kg級：敗者復活2回戦敗退
- 恵本裕子（住友海上火災）
  - 女子61kg級：金メダル
- 一見理沙（土浦日本大学高等学校）
  - 女子66kg級：2回戦敗退
- 田辺陽子（ミキハウス）
  - 女子72kg級：銀メダル
- 阿武教子（明治大学）
  - 女子72kg超級：1回戦敗退

## フェンシング
監督：澤田聡

コーチ：村上幸生
- 市ヶ谷廣輝（香川県スポーツ振興財団）
  - 男子フルーレ個人：42位
- 久保紀子（山交百貨店）
  - 女子エペ個人：40位
- 新井祐子（江崎グリコ）
  - 女子エペ個人：42位
- 田中奈々絵（早稲田大学）
  - 女子エペ個人：46位
- 新井祐子・久保紀子・田中奈々絵
  - 女子エペ団体：11位

## ウエイトリフティング
監督：櫻井勝利

コーチ：三木功司

コーチ：細谷治朗

コーチ：我孫子薫

コーチ：横山信仁
- 納富俊行（兵庫県立尼崎工業高等学校教員）
  - 54kg級：10位（250.0）
- 池畑大（パシフィックモータース）
  - 59kg級：4位（297.5）
- 橘典人（北海道札幌琴似工業高等学校教員）
  - 64kg級：15位（287.5）
- 宮路由久（ハウジング渕脇）
  - 64kg級：10位（297.5）
- 堀越典昭（自衛隊）
  - 70kg級：19位（307.5）
- 西本宣充（鳥取県立鳥取西工業高等学校教員）
  - 99kg級：15位（355.0）
- 吉本久也（法政大学）
  - 108kg級：15位（360.0）

## テニス
監督：坂井利郎

コーチ：福井烈

アシスタントコーチ：竹内映二

アシスタントコーチ：丸山薫

トレーナー：竹田康成
- 松岡修造（富士ゼロックス（現:富士フイルムビジネスイノベーション））
  - 男子シングルス：1回戦敗退
- 岩渕聡（ヨネックス）・鈴木貴男（岩田屋）
  - 男子ダブルス：2回戦敗退
- 伊達公子（フリー）
  - 女子シングルス：準々決勝敗退
- 杉山愛（オペル）
  - 女子シングルス：3回戦敗退
- 沢松奈生子（富士銀行）
  - 女子シングルス：2回戦敗退
- 杉山愛・長塚京子（同和鉱業）
  - 女子ダブルス：1回戦敗退

## バドミントン
- 監督：栂野尾昌一
- コーチ：松浦進二
- コーチ：小池由扶子

- 町田文彦（NTT東京）
  - 男子シングルス：3回戦敗退
- 水井泰子（NTT東京）
  - 女子シングルス：3回戦敗退
- 水井妃佐子（NTT東京）
  - 女子シングルス：3回戦敗退
- 宮村愛子（サントリー）・宮村亜貴子（サントリー）
  - 女子ダブルス：1回戦敗退
- 阪本雅子（NTT東京）・松尾知美（NTT東京）
  - 女子ダブルス：2回戦敗退

## 卓球
監督：野平孝雄

監督：前原正浩

コーチ：小山英之

マッサージ：米沢和洋

アシスタントコーチ：矢島淑男
- 渋谷浩（川崎製鉄千葉）
  - 男子シングルス：予選リーグ敗退
- 松下浩二（グランプリ）
  - 男子シングルス：決勝トーナメント1回戦敗退（予選リーグ3勝0敗）
- 田崎俊雄（明治大学）
  - 男子シングルス：予選リーグ敗退
- 田崎俊雄・遊澤亮（明治大学）
  - 男子ダブルス：予選リーグ敗退
- 渋谷浩・松下浩二
  - 男子ダブルス：5位（予選リーグ3勝0敗）
- 佐藤利香（和歌山銀行）
  - 女子シングルス：予選リーグ敗退
- 小山ちれ（池田銀行）
  - 女子シングルス：5位（予選リーグ3勝0敗）
- 東童多英子（松下電工彦根）
  - 女子シングルス：予選リーグ敗退
- 海津富美代（松下電工彦根）・佐藤利香
  - 女子ダブルス：予選リーグ敗退
- 小山ちれ・東童多英子
  - 女子ダブルス：5位（予選リーグ3勝0敗）

## バスケットボール
チームリーダー：安達宣郎

監督：中川文一

コーチ：小牟禮育夫

コーチ：永井祥剛

総務：地原礼子

トレーナー：津田清美
- 一乗アキ（シャンソン化粧品）・大山妙子（ジャパンエナジー）・岡里明美（シャンソン化粧品）・加藤貴子（シャンソン化粧品）・川﨑真由美（ジャパンエナジー）・永田睦子（シャンソン化粧品）・萩原美樹子（ジャパンエナジー）・濱口典子（ジャパンエナジー）・原田裕花（ジャパンエナジー）・参河紀久子（ジャパンエナジー）・村上睦子（シャンソン化粧品）・山田かがり（シャンソン化粧品）
  - 女子：7位

## バレーボール

### バレーボール
監督：吉田国昭

コーチ：吉川正博

トレーナー：高梨泰彦

ドクター：斎藤明義

マッサー：荒木和則

総務：清家ちえ
- 大懸郁久美（NEC）・大林素子（東洋紡）・佐伯美香（ユニチカ）・坂本清美（ダイエー）・多治見麻子（日立）・鳥居千穂（ユニチカ）・永富有紀（東洋紡）・中西千枝子（ユニチカ）・中村和美（ユニチカ）・星野賀代（NEC）・山内美加（ダイエー）・吉原知子（ダイエー）
  - 女子：予選リーグ敗退

### ビーチバレー
男子監督：山岸紀郎

女子監督：岩本洋
- 高橋有紀子（小田急）・藤田幸子（小田急）
  - 女子：5位
- 瀬戸山正二（フリー）・高尾和行（住友金属）
  - 男子：17位
- 石坂有紀子（フリー）・中野照子（フリー）
  - 女子：9位

## サッカー

### 男子
監督：西野朗

コーチ：山本昌邦

コーチ：ド・プラドジョゼ・マリオ・ソアレス

ドクター：柳田博美

マッサー：大津正夫

マッサー：並木磨去光

総務：須藤伸樹

技術要員：寺本一博
- 秋葉忠宏（ジェフユナイテッド市原）
- 伊東輝悦（清水エスパルス）
- 上村健一（サンフレッチェ広島）
- 遠藤彰弘（横浜マリノス）
- 川口能活（横浜マリノス）
- 下田崇（サンフレッチェ広島）
- 城彰二（ジェフユナイテッド市原）
- 白井博幸（清水エスパルス）
- 鈴木秀人（ジュビロ磐田）
- 田中誠（ジュビロ磐田）
- 中田英寿（ベルマーレ平塚）
- 服部年宏（ジュビロ磐田）
- 廣長優志（ヴェルディ川崎）
- 前園真聖（横浜フリューゲルス）
- 松田直樹（横浜マリノス）
- 松原良香（清水エスパルス）
- 路木龍次（サンフレッチェ広島）
- 森岡茂（ガンバ大阪）
  - 男子：グループリーグ敗退

### 女子
監督：鈴木保
コーチ：山本浩靖

コーチ：斎藤誠

ドクター：松岡素弘

マッサー：安達淳子

総務：森川晃

- 登録選手
- GK
  - 1.小澤純子（フジタサッカークラブ・マーキュリー）
  - 16.小野寺志保（読売西友ベレーザ）
- DF
  - 2.東明有美（プリマハムFCくノ一）
  - 3.山木里恵（日興證券ドリームレディース）
  - 4.埴田真紀（松下電器パナソニック バンビーナ）
  - 5.大部由美（日興證券ドリームレディース）
  - 6.仁科賀恵（プリマハムFCくノ一）
- MF
  - 7.澤穂希（読売西友ベレーザ）
  - 8.高倉麻子（読売西友ベレーザ）
  - 9.木岡二葉（鈴与清水FCラブリーレディース）
  - 11.半田悦子（鈴与清水FCラブリーレディース）
  - 13.大竹奈美（読売西友ベレーザ）
  - 14.門原かおる（松下電器パナソニック バンビーナ）
- FW
  - 10.野田朱美（読売西友ベレーザ）
  - 12.内山環（プリマハムFCくノ一）
  - 15.泉美幸（鈴与清水FCラブリーレディース）
- バックアップメンバー（補充要員）
  - GK:19.坂田恵（プリマハムFCくノ一）
  - DF:20.宇野涼子（読売西友ベレーザ）
  - FW:18.長峯かおり（鈴与清水FCラブリーレディース）
- グループリーグ敗退（0勝3敗）

| グループリーグ | グループリーグ | グループリーグ |
| -------------- | -------------- | -------------- |
| 日本           | 2 – 3          | ドイツ         |
| 日本           | 0 – 2          | ブラジル       |
| 日本           | 0 – 4          | ノルウェー     |

## 野球
監督：川島勝司

コーチ：大田垣耕造

コーチ：垣野多鶴

コーチ：井尻陽久

ドクター：小松裕

トレーナー：梅崎泰生、谷川哲也

総務：津賀正晶
- 井口忠仁（青山学院大学）・今岡誠（東洋大学）・大久保秀昭（日本石油）・小野仁（日本石油）・川村丈夫（日本石油）・木村重太郎（東芝）・黒須隆（日産自動車）・桑元孝雄（三菱自動車川崎）・西郷泰之（三菱自動車川崎）・佐藤友昭（プリンスホテル）・杉浦正則（日本生命）・高林孝行（日本石油）・谷佳知（三菱自動車岡崎）・中村大伸（NTT東京）・野島正弘（日本石油）・福留孝介（日本生命）・松中信彦（新日鉄君津）・三澤興一（早稲田大学）・森昌彦（NTT東海）・森中聖雄（東海大学）
  - 銀メダル

## ソフトボール
チーム代表：吉野みね子

監督：鈴村光利

コーチ：長澤宏行

コーチ：宇津木妙子

トレーナー：武藤幸政

総務：藤井まり子
- 安藤美佐子（太陽誘電）・井上真由美（日本電装）・児玉千佳（太陽誘電）・小林京子（日立高崎）・斎藤春香（日立ソフトウェア）・高山樹里（日本体育大学）・塚田恵美（トヨタ自動車）・原田教子（トヨタ自動車）・吹田育子（日立工機）・藤本佳子（東京女子体育大学）・松本直美（日立高崎）・持田京子（日本体育大学）・山路典子（太陽誘電）・渡辺伴子（日本電装）・渡辺正子（太陽誘電）
  - 4位

## カヌー

### スラローム
監督：畑満秀

コーチ：原孔司

コーチ：原悦代
- 持田雅誠（早稲田大学）
  - スラローム男子カナディアン・シングルC1：22位（180.45ポイント）
- 藤野強（青梅市役所）
  - スラローム男子カヤック・シングルK1：36位（167.26ポイント）
- 小林弘子（羽根市スポーツセンター）
  - スラローム女子カヤック・シングルK1：17位（183.66ポイント）

### フラットウォーター
監督：畑満秀

コーチ：丸山一二
- 丸山小百合（筑波大学）
  - レーシング女子カヤック・シングル500mK1：準決勝敗退（1分54秒94）
- 赤城千恵子（コマニー）・渡辺麻子（川西都市開発）
  - レーシング女子カヤック・ペア500mK2：敗者復活戦敗退（1分57秒94）
- 西夏樹（長崎県立長崎水産高等学校職員）・丸山小百合・武藤恵子（帝国警備保障）・渡辺麻子
  - レーシング女子カヤック・フォア500mK4：準決勝敗退（1分45秒99）

## ボート
監督：鈴木壮治

ヘッドコーチ：古川宗寿

コーチ：アンドリュー・ハリソン

コーチ：大林邦彦

トレーナー：清水原光
- 武田大作（愛媛大学大学院）
  - シングルスカル：20位（7分45秒23）
- 蔵田和彦（NTT東京）・児玉剛始（NTT東京）
  - かじ無しペア：18位（7分21秒31）
- 岩畔道徳（明治生命）・田邉保典（NTT東京）・中溝勝彦（NTT東京）・三本和明（東レ）
  - 軽量級かじなしフォア：16位（6分28秒60）
- 渋田紀子（昭和シェル石油）・吉田理子（早稲田大学）
  - 女子軽量級ダブルスカル：13位（7分44秒81）
- 小日向謙一（新潟大学研究生）・長谷等（中部電力）
  - ダブルスカル：15位（6分56秒13）

## セーリング
- 監督：藤沢誠一
- ヘッドコーチ：茂澤宏
- コーチ：松山和興
- コーチ：小川直之
- 技術スタッフ：大谷たかを
- ドクター：栗原茂勝
- 総務：斎藤渉
- 高木正人（関東自動車）・中村健次（関東自動車）
  - 男子470級：17位（127.00）
- 今井雅子（チンザノ）
  - 女子ボードセイリングミストラル級：15位（95.00）
- 佐々木共之（横浜市消防局山下町出張所）
  - レーザー級：28位（211.00）
- 小松一憲（ヤマハ発動機）・迫間正敏（自営業）・兵藤和行（自営業）
  - ソリング級：19位（110.00）
- 斉藤愛子（東亜建設）
  - 女子ヨーロッパ級：23位（191.00）
- 木下アリーシア（玄海セーリングクラブ）・重由美子（玄海セーリングクラブ）
  - 女子470級：銀メダル（36.00）

## アーチェリー
監督：清本修

コーチ：秦浩太郎
- 山本博（大宮開成高等学校教員）
  - 男子個人：19位（163点、決勝ラウンド2回戦敗退）
- 松下和幹（自衛隊）
  - 男子個人：27位（156点、決勝ラウンド2回戦敗退）
- 児玉絹枝（佐電工）
  - 女子個人：24位（147点、決勝ラウンド2回戦敗退）
- 小出美沙都（明星高等学校）
  - 女子個人：56位（141点、決勝ラウンド1回戦敗退）
- 大内愛（ダイイチ）
  - 女子個人：41位（152点、決勝ラウンド1回戦敗退）
- 大内愛・小出美沙都・児玉絹枝
  - 女子団体：14位（217点、決勝ラウンド1回戦敗退）

## 射撃

### クレー射撃
監督：重永久隆
- 伊東総一郎（宮城県協会）
  - スキート：15位（120）
- 吉良佳子（東京都協会）
  - ダブルトラップ：6位（132）

### ライフル射撃
監督：松尾薫

コーチ：赤塚裕幸

コーチ：藤井優

コーチ：三木容子

コーチ：香西俊輔
- 中重勝（広島県警）
  - 男子エア・ピストル：48位（567）
  - 男子フリー・ピストル：11位（560）
- 木田知宏（大阪府警）
  - 男子エア・ピストル：29位（574）
  - 男子ラピッド・ファイア・ピストル：12位（583.0）
- 柳田勝（自衛隊）
  - 男子エア・ライフル：22位（587）
  - 男子スモール・ボア・ライフル3姿勢：28位（1158.0）
  - 男子スモール・ボア・ライフル伏射：42位（589）
- 栗田直紀（自衛隊）
  - 男子エア・ライフル：38位（577）
  - 男子スモール・ボア・ライフル3姿勢：37位（1155.0）
  - 男子スモール・ボア・ライフル伏射：30位（592）
- 稲田容子（メンタルマネージメント・インスティテュート）
  - 女子エア・ピストル：15位（379）
  - 女子スポーツ・ピストル：35位（563）
- 岩城真美（明治大学）
  - 女子エア・ライフル：31位（387.0）
- 源洋子（日立情報システムズ）
  - 女子エア・ライフル：39位（385.0）
  - 女子スモール・ボア・ライフル3姿勢：26位（573.0）

## 馬術
監督：冨士川満男

コーチ：田中一弘

コーチ：柘植道子

コーチ：渡辺弘

獣医師：Andrew Bathe

グルーム：Emmanuele Audin

グルーム：Graciela Brunet-Rosset

グルーム：Meganne Kennedy

グルーム：Victoria Jessop

グルーム：Sylvie Gotard

グルーム：Francois Geoffriau

グルーム：Samantha Hanbury

グルーム：Jan Tristram

グルーム：Sonia Machiedo
- 細野茂之（八王子乗馬倶楽部、馬名：アスドゥペルシェ）
  - 総合馬術個人：失権
- 森本健史（日本大学、馬名：アルカザー）
  - 障害飛越個人：80位
- 杉谷泰造（シーダバレー杉谷乗馬クラブ、馬名：カントリーマン）
  - 障害飛越個人：64位
- 中野善弘（乗馬クラブクレイン、馬名：シサールドゥジェネル）
  - 障害飛越個人：59位
- 白井岳（日高ケンタッキーファーム、馬名：ヴィコンテドメニル）
  - 障害飛越個人：38位
- 木幡良彦（乗馬クラブクレイン、馬名：スタードゥリオル）
  - 総合馬術個人：失権
- 岩谷一裕（乗馬クラブクレイン）・木幡良彦（馬名：ヘルアトドーン）・土屋毅明（ケイメイ、馬名：ライトオンタイム）・布施勝（日本中央競馬会、馬名：タリスマンドジャリー）
  - 総合馬術団体：6位
- 白井岳・杉谷泰造（馬名：カントリーマン）・中野善弘（馬名：シサールドゥジェネレ）・森本健史（馬名：アルカザー）
  - 障害飛越団体：15位

## 本部

### 本部役員
団長：古橋廣之進

副団長：笹原正三

総監督：小掛照二

競技担当：佐藤宣践

競技・広報担当：市原則之

競技担当：福田富昭

競技担当：青木剛

医務担当：川原貴

広報担当：後藤忠弘

総務担当：木下孝二

アタッシェ：佐藤正晴

### 本部員
会計：日比野哲郎

渉外：西村賢二

輸送：香田敏朗

庶務・渉外：中山哲郎

競技：伊藤弘一

競技・庶務：今井泰徳

庶務：加藤久美子

輸送：阿部幹雄

輸送：武井保之

ドクター：河野一郎

ドクター：増島篤

ドクター：三木英之

理学療法士：川野哲英

理学療法士：小林寛和

理学療法士：蒲田和芳

通訳：小野澤薫